# 20497 Mařenka
20497 Mařenka è un asteroide della fascia principale. Scoperto nel 1999, presenta un'orbita caratterizzata da un semiasse maggiore pari a 3,1716123 UA e da un'eccentricità di 0,0653977, inclinata di 9,73381° rispetto all'eclittica.